# District de Gjirokastër

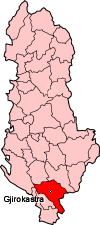

Le district de Gjirokastër est un des 36 districts d'Albanie. Il a une superficie de 1 137 km² pour 62 000 habitants. Sa capitale est Gjirokastra. Le district dépend de la préfecture de Gjirokastër.
Il est mitoyen des districts albanais de Saranda, Delvinë, Vlorë, Tepelenë et Permet et détient aussi une frontière terrestre avec la Grèce.

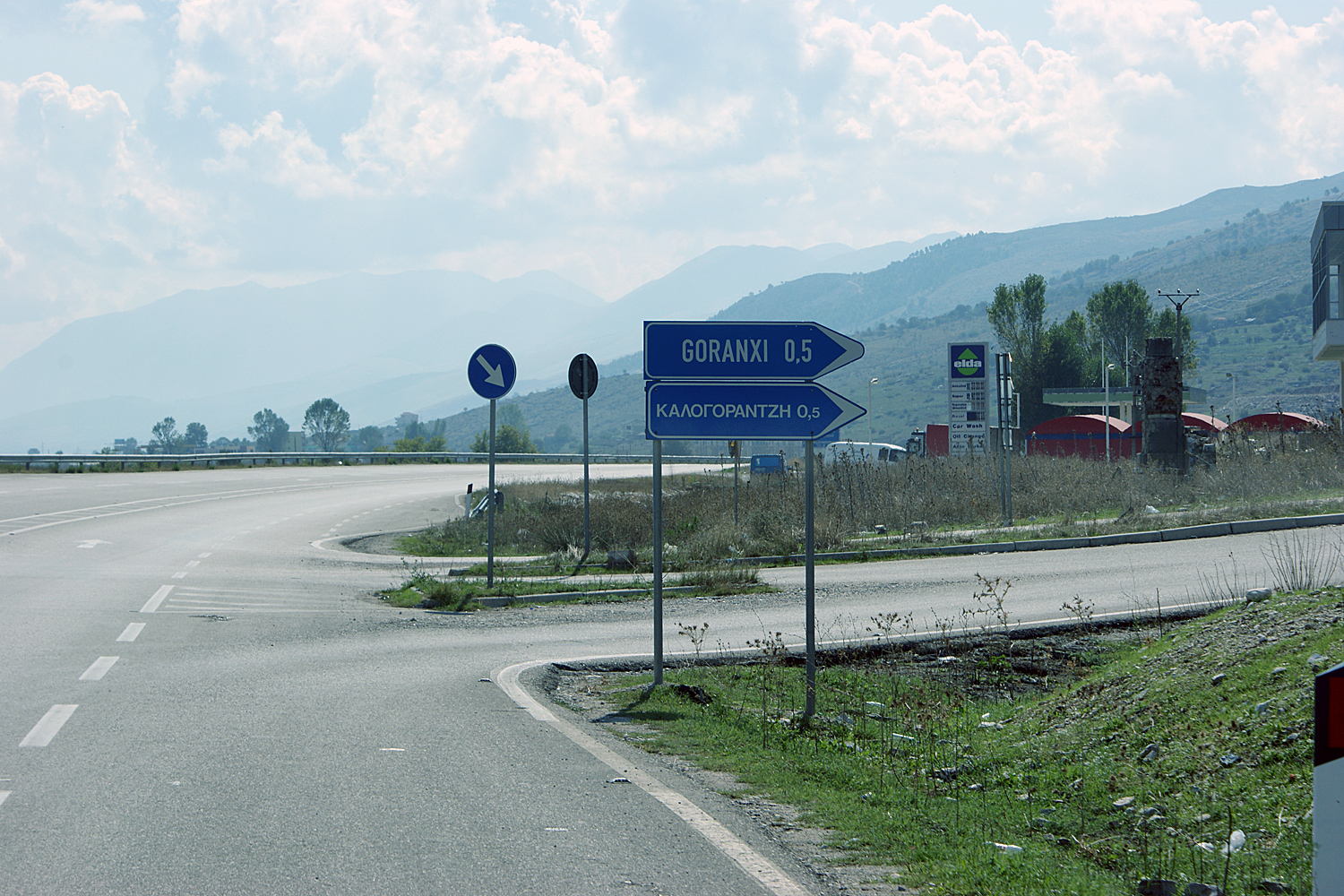
Panneau bilingue à Dropull sur le SH4.